# 18 Wheels of Steel: American Long Haul
18 Wheels Of Steel: American Long Haul (рус. 18 стальных колёс: Мужская работа) — компьютерная игра, симулятор грузовых перевозок, разработанный чешской компанией SCS Software и выпущенный 16 октября 2007 года компанией ValuSoft для персонального компьютера. В России и странах СНГ была издана компанией «Новый Диск».
Игра-автосимулятор 18 стальных колес: Мужская работа является шестой частью серии игр 18 Wheels of Steel (рус. 18 стальных колес). В игре значительно улучшена графика и добавлены новые города (в частности мексиканские города Гуаймас, Чиуауа и Монтеррей). Сохранена возможность использования пользовательских саундтреков и сохранения игры во время перевозок грузов. Доступен выбор из 33 тягачей, более 45 грузов и более 47 прицепов. Кроме того, переименованы названия некоторых компаний, а также немного изменена карта (в частности, добавлены отдельные проезды в городах и между городами. На одном из таких новых проездов между городами Тандер-Бей и Миннеаполис есть неточность: отсутствует таможня).

## Игровой процесс
Геймплей игры сосредоточен на необходимости перевозки грузов, которая осуществляется на грузовиках. Игрок, выполняя роль дальнобойщика, путешествует между городами США, Канады и Мексики (в игре есть возможность переходить государственные границы через таможни). Помимо перевозки грузов, игрок может менять грузовики и их внешний вид (потратив деньги, заработанные на перевозках, можно купить другой грузовик) и создать свою компанию грузоперевозок. Также реализованы некоторые другие вещи, присущие реальным грузоперевозкам: игрок может отдавать сообщения другим дальнобойщикам по рации, он может попадать в аварию, его может остановить полиция и т. п. Вид виртуальной камеры можно переключать, доступно несколько перспектив обзора, включая вид из кабины грузовика.

## Грузовые автомобили
Все автомобили в игре получили вымышленные имена в качестве замены реальным, такие как Фриск, Интрепид, Металхорс, Пасифик, Кинетик, Волкано, Стормрэйдж, Виплэш. Ниже перечислены реальные названия грузовиков и в скобках — игровые названия.
- Ford Trucks CLT9000 (в игре — Frisk L9C)
- Freightliner Trucks Classic (Frisk Classic), Columbia Mid Roof (Frisk Columbia), Columbia Raised Roof (Frisk Columbia 120), Coronado (Frisk Coronado, стартовый грузовик на лёгком уровне сложности), Argosy (Forerunner Aggressor), Century Class (Forerunner 21C)
- Navistar International 8600 (Intrepid 8600), 8600 Sleeper (Intrepid 8600 Sleeper), 9200 (Intrepid 9200), 9300 Eagle (Intrepid Eagle, стартовый грузовик на среднем уровне сложности), 9400 (Intrepid 9400), 9900 (Intrepid 9900), ProStar (Intrepid PS)
- Mack Trucks 613 (Metalhorse 61hc3), Vision (Metalhorse Vision), Pinnacle RawRide (Metalhorse RH)
- Peterbilt 320 (Pacific 320), 351 (Pacific 351, стартовый грузовик на сложном уровне сложности), 357 (Pacific 357), 362 (Pacific 362), 379 (Pacific 379), 385 (Pacific 385), 387 (Pacific 387)
- Kenworth K100 (Kinetic 1k1), T600 (Kinetic 600) , T800 (Kinetic 800), T2000 (Kinetic 2t2), W900 (Kinetic 9w9)
- Volvo VN770 (Volcano 7NV7)
- Sterling Trucks 9513 (Stormrage S9513)
- Western Star 4900 (Whiplash 4900), 4864 (Whiplash 9004), 6900 XD (Whiplash 6900, единственный четырёхосный грузовик в игре)

### Представленные в игре города
- Мексика
- Гуаймас
- Монтеррей
- Чиуауа
- Канада
- Ванкувер
- Виннипег
- Калгари
- Монреаль
- Тандер-Бей
- США
- Атланта
- Альбукерке
- Бисмарк
- Бойсе
- Бостон
- Вашингтон
- Грейт-Фолс
- Даллас
- Де-Мойн
- Детройт
- Индианаполис
- Лас-Вегас
- Лос-Анджелес
- Майами
- Мемфис
- Миннеаполис
- Мобил
- Новый Орлеан
- Нью-Йорк
- Нэшвилл
- Орландо
- Рино
- Розуэлл
- Сан-Антонио
- Сан-Франциско
- Санта-Круз
- Сиэтл
- Солт-Лейк-Сити
- Спокан
- Финикс
- Хьюстон
- Сент-Луис
- Чикаго
- Чарльстон
- Шайенн
- Эль-Пасо

### Условные знаки в карте игры
| Знак | Обозначение                     |
| ---- | ------------------------------- |
| F    | Заправочная станция             |
| S    | Сервис-центр                    |
| W    | Пункт контроля веса             |
| D    | Продавец подержанных грузовиков |
| H    | Отель                           |
| P    | Стоянка                         |
| G    | Гараж                           |

## Критика и признание
Игра была признана одной из лучших игр в своём жанре некоторыми игровыми СМИ.